# Autolyca pallidicornis
Autolyca pallidicornis är en insektsart som beskrevs av Carl Stål 1875. Autolyca pallidicornis ingår i släktet Autolyca och familjen Pseudophasmatidae. Inga underarter finns listade.